# Frédéric Dard
Pour les articles homonymes, voir Dard.
Frédéric Dard, né le 29 juin 1921 à Bourgoin-Jallieu (Isère) et mort le 6 juin 2000 à Bonnefontaine (Fribourg) en Suisse, est un écrivain français principalement connu (dans une production extrêmement abondante) pour les aventures du commissaire San-Antonio, souvent aidé de son adjoint Bérurier, dont il a écrit 175 aventures entre 1949 et sa mort en 2000.
Parallèlement aux San-Antonio (l'un des plus gros succès de l'édition française d'après-guerre), Frédéric Dard a produit sous son nom ou sous de nombreux pseudonymes des romans noirs, des ouvrages de suspense psychologique, des « grands romans », des nouvelles, ainsi qu'une multitude d'articles. Débordant d'activité, il fut également auteur dramatique, scénariste et dialoguiste de films.

## Biographie
Le père de Frédéric Dard, Francisque, d'abord chaudronnier dans la société Diederichs, lance une entreprise de chauffage central à Bourgoin-Jallieu. Sa mère, Joséphine-Anna Cadet, est fille d'agriculteurs. Frédéric Dard naît avec le bras gauche atrophié, inerte. 
Ses parents, très occupés par l'affaire familiale, le font élever par sa grand-mère Claudia Berlet qui l'incite à dévorer Les Pieds Nickelés autant que Les Misérables. Il en gardera un souvenir ému et le goût pour la lecture. Le jeune Frédéric surmonte son handicap en puisant dans ses lectures et son imagination. Ne pouvant jouer avec les autres enfants, il se rattrape en leur racontant pendant les récréations les derniers films à l'affiche et, quand il ne les a pas vus, fait preuve d'une grande imagination pour les inventer.
Le krach de 1929 précipite le déclin de l'entreprise familiale, qui est mise en faillite. Tous les biens des parents sont saisis, sous les yeux du jeune Frédéric. La famille émigre alors à Lyon, dans un petit appartement du 45, boulevard des Brotteaux. Son père devient contremaître en usine et sa mère travaille dans une boulangerie. Frédéric suit sans grand intérêt des études de comptable à l'école La Martinière. Il est présenté en 1938 à Marcel E. Grancher, le fondateur des Éditions Lugdunum et du journal Le Mois à Lyon, par son oncle, ouvrier-mécanicien dans un garage automobile que Grancher fréquente. Engagé comme stagiaire, il assume peu après un rôle de secrétaire de rédaction, officiellement à la fin de l'été 1940, puis de courtier en publicité. Ses premiers articles, certainement encouragés par ses aînés comme le docteur Edmond Locard ou le romancier Max-André Dazergues, sont publiés anonymement dans le journal dès 1939. Il écrit également une critique sur L'Expérience du docteur Mops, un auteur de romans de science-fiction. Il considère ce roman comme « très curieux » en ajoutant que Jacques Spitz a su créer un genre qui « hésite entre HG Wells et Pierre Véry », ce qui sous-entend une certaine admiration pour le style de Spitz.  Enfin journaliste, le métier qui l'attire depuis longtemps, il passe à l'écriture à proprement parler et publie fin octobre 1940 son premier livre La Peuchère (une nouvelle paysanne, ainsi que la qualifiera son éditeur Marcel Grancher), son premier vrai roman, Monsieur Joos, récompensé par le premier Prix Lugdunum décerné sur manuscrit lui apportant enfin en mars 1941 la notoriété.
Frédéric Dard se marie en novembre 1942 avec Odette Damaisin (1923–2018), dont il aura deux enfants, Patrice (né en 1944) et Élizabeth (1948–2011). Il s'installe avec sa femme à Lyon, dans le quartier de la Croix-Rousse, au 4 rue Calas, où il réside entre juillet 1944 et mars 1949.
Frédéric Dard écrit des livres pour enfants et des romans populaires pour nourrir sa famille, rencontre des écrivains repliés à Lyon. Sa notoriété commence à dépasser les limites de la capitale rhodanienne. Très influencé par le roman américain (Faulkner, Steinbeck) et surtout par le Britannique Peter Cheyney, il se lie avec Georges Simenon, qui lui rédige une préface pour son livre Au Massacre mondain. Sous la houlette de Clément Jacquier, il écrit des romans avec ses premiers pseudonymes pittoresques : Maxell Beeting, Verne Goody, Wel Norton, Cornel Milk, etc.
Sur un coup de tête (il a pris ombrage d'un livre de Marcel E. Grancher, qui le cite dans ses souvenirs), il part en 1949 s'installer aux Mureaux avec sa famille, dans un pavillon de banlieue. Après quelques années de vaches maigres, il connaît ses premiers succès d'écriture, au théâtre (notamment La Neige était sale, adaptation du roman de Simenon, montée par Raymond Rouleau au Théâtre de l'Œuvre en décembre 1950). C'est en 1949 que paraît Réglez-lui son compte !, roman policier signé San-Antonio, et qui est un échec commercial. Il rejoint alors les éditions du Fleuve noir, où il va côtoyer Jean Bruce et Michel Audiard, et y publie deux romans : Dernière mission, et le deuxième San-Antonio, Laissez tomber la fille.
En 1954, Frédéric Dard et Robert Hossein montent au Grand-Guignol Les Salauds vont en enfer, première pièce d'une longue collaboration théâtrale.
La notoriété naissante du commissaire San-Antonio engendre un succès qui, dès lors, ne le quittera plus. Dard écrit vite et beaucoup, au rythme de quatre à cinq ouvrages par an : romans policiers, romans d'espionnage ou d'épouvante, scénarios, adaptation de roman pour le cinéma. En 1964, il obtient le record du nombre de ventes de l'année en France avec L'Histoire de France vue par San-Antonio (350 000 exemplaires vendus).
Cependant, sa vie de couple avec Odette Damaisin n'est pas heureuse. De 1966 à 1968, trois de ses romans illustrent cette période rendue encore plus douloureuse par son trouble bipolaire. Le mercredi 29 septembre 1965, il tente de se pendre dans sa propriété « Les Gros Murs » à Meulan (Yvelines). Transféré dans une clinique parisienne, il sera sauvé in extremis et pourra reprendre ses activités les semaines suivantes. Il se remarie le 14 juin 1968 avec Françoise de Caro, la fille d'Armand de Caro, le cofondateur des éditions Fleuve noir. En 1968, il prend la route de la Suisse avec sa nouvelle femme. Le couple se fait construire le « chalet San-Antonio » à Gstaad. Ils ont une fille, Joséphine, née en 1970, qui épousera Guy Carlier en 2006. Quelques semaines après sa naissance, le couple Dard adopte un jeune Tunisien, prénommé Abdel.
Avec le temps, il commence à prendre du recul, accorde de longues interviews à la presse. En 1975, il fait paraître Je le jure, signé San-Antonio, un livre d'entretiens où il évoque son enfance, ses débuts, sa famille, ses idées. En 1978, il acquiert à Bonnefontaine (Suisse) une ferme du XVIIIe siècle qu'il restaure : c'est dans ce domaine de L'Eau vive qu'il poursuit son œuvre en composant une centaine de romans et de nombreuses peintures, sa vocation contrariée. La même année, il écrit Y a-t-il un Français dans la salle ? Son éditeur et beau-père lui fait réaliser que s'il signe Frédéric Dard il en vendra 50 000 exemplaires, et que s'il signe San-Antonio il en vendra dix fois plus. Il choisit la seconde option : l'auteur Frédéric Dard disparaît pour toujours derrière l'écrivain San-Antonio.
Le 23 mars 1983, Joséphine, âgée de treize ans à l'époque, est enlevée la nuit pendant son sommeil par un homme qui monte au premier étage de leur villa de Vandœuvres (Suisse), se faufile dans sa chambre, la drogue et s'enfuit avec elle dans un appartement à Annemasse. Le ravisseur, Édouard Bois-de-Chesne, est le cadreur d'une équipe de télévision suisse venue auparavant faire un reportage sur le romancier. Elle est libérée cinquante heures plus tard contre le versement d'une rançon de 2 millions de francs suisses grâce au chalet de Gstaad qui venait d'être vendu. Le ravisseur est arrêté après avoir été repéré en parlementant avec Dard au téléphone sous un masque de Mitterrand, pour fausser sa voix. Il est condamné à 18 ans de prison en septembre 1984 et la rançon est récupérée, mais l'épisode aura longtemps traumatisé Frédéric Dard et sa fille.
Il noue des liens très forts avec le R. P. Bruckberger (à qui il dédiera La Sexualité…) et avec l’écrivain Albert Cohen. Il se passionne pour la peinture, notamment les œuvres de Domenico Gnoli, peintre hyperréaliste, ou celles de René Magritte, peintre surréaliste. Il rend hommage à l'œuvre du poète belge Louis Scutenaire.

### Mort et hommages

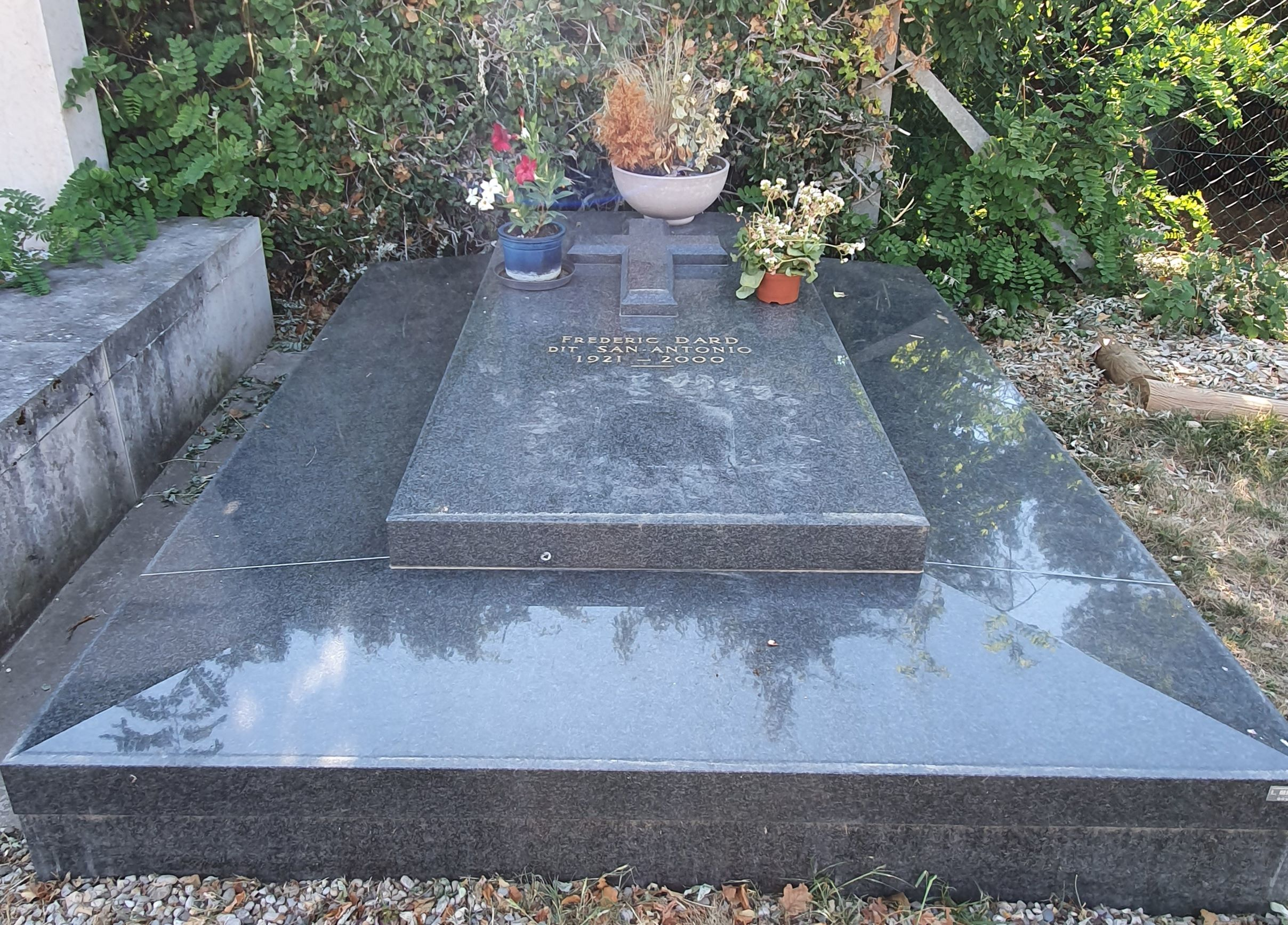
Tombe de Frédéric Dard au nouveau cimetière de Saint-Chef en Dauphiné.

Frédéric Dard meurt le 6 juin 2000 à son domicile de Bonnefontaine, en Suisse. Il est inhumé suivant ses volontés au nouveau cimetière de Saint-Chef en Dauphiné (Isère), village où il a vécu, enfant, en 1930, dans une maison appartenant à la famille de sa mère et où il aimait se ressourcer. Un musée y est en partie consacré à son œuvre. L'ancienne école de Saint-Chef, qu'il a fréquentée, porte une plaque commémorative rappelant ce fait.
À la mort de son père, son fils, Patrice a poursuivi jusqu'en 2016 l'écriture des San-Antonio.
En 2024, une sculpture représentant le Chat de Philippe Geluck et figurant un hommage à l'œuvre de Frédéric Dard, ami de Geluck, est inaugurée à Saint-Chef.

## Pseudonymes
Frédéric Dard raconte qu'il a choisi le pseudonyme « San-Antonio » sur une carte du monde, en faisant jouer le hasard. Son doigt a pointé sur la ville de San Antonio au Texas. Il a inséré dans ce nom un trait d'union qui n'existait pas dans le toponyme américain, mais qui était conforme aux règles de l'orthographe française traditionnelle (on a longtemps écrit : New-York, etc.). Il faut néanmoins souligner que le trait d'union n'arrive que très progressivement dans son pseudonyme, à mesure que se multiplient les publications : absent dans le premier ouvrage de la série, Réglez-lui son compte !, paru en 1949, il apparaît et disparaît dans le nom d'auteur au fil des titres que publie le Fleuve Noir, avant d'être définitivement retenu à partir de 1958 dans le roman Du poulet au menu. Dès ce moment l'auteur a alors tenu à la présence du trait d'union entre les deux composantes de son nom d'écrivain et n'hésitait pas à interpeller directement dans ses romans les lecteurs ne respectant pas cette orthographe, tout comme il rabrouait également les lecteurs écorchant ce pseudonyme en le prononçant (« Santonio », « Santantonio », etc.) ; mais il finira par user lui-même de ces transformations pour le plaisir de la variation ludique. Il utilisait également l'abréviation de « San-Antonio » en « Sana », « San-An » ou « San-A. ».
Pseudonymes approuvés par Frédéric Dard lui-même
- San-Antonio : plus de 200 titres [22] (voir ci-dessous)
- Frédéric Antony : La Police est prévenue
- Max Beeting : Signé tête de mort (réédition de La mort silencieuse sous Sydeney)
- Maxel Beeting : On demande un cadavre
- William Blessings : Sergent Barbara
- Eliane Charles : Pas d'orchidées pour Miss Blandish (adaptation théâtrale du roman de James Hadley Chase, avec Marcel Duhamel). Création au Théâtre du Grand-Guignol, 1950. La pièce a été reprise en mai 1977 à Genève, l'adaptation étant signée du seul nom de Frédéric Dard.
- Frédéric Charles : La Maison de l’horreur, Vengeance, L’Agence S.O.S, N’ouvrez pas ce cercueil, La Grande friture, La Main morte, L’Horrible Mr Smith, Dernière mission, La Mort est leur affaire, La Personne en question, Brigade de la peur, Les Figurants de la peur, L’Image de la mort (FrédériK Charles), La Mort en laisse.
- Leopold Da Serra : Plaisirs de soldats.
- Antonio Giulotti : Guerriers en jupon.
- Verne Goody : 28 minutes d’angoisse.
- Kill Him : Réglez-lui son compte, Une tonne de cadavre, Bien chaud bien parisien
- Kaput : La Foire aux asticots, La Dragée haute, Pas tant de salades, Mise à mort
- Cornel Milk : Le Disque mystérieux, Le Tueur aux gants blancs.
- L'Ange Noir : Le Boulevard des allongés, Le Ventre en l’air, Le Bouillon d’onze heures, Un cinzano pour l’ange noir.
- Wel Norton : Monsieur 34.
- F. D. Ricard : Le Mystère du cube blanc.
- Sydeney : La Mort silencieuse.

Prête-plume :
- André Berthomieu : En légitime défense.
- M. G. Prètre : Calibre 475 express, Deux visas pour l’enfer, Latitude zéro, La Chair à poisson, La Revanche des Médiocres (titré par la suite L’Étrange Monsieur Steve). Les autres titres de M.G. Prètre ne sont pas officiellement de Frédéric Dard ; certains titres qui ont été republiés au Fleuve noir permettent d'en douter.

Les pseudonymes ci-dessous sont très probables : Antoine, F. Antonio, Charles Antoine, Antoine Charles, Paul Antoine, Charles d’Ars, Charles, Charles Richard, Fred Charles, Fr. Daroux, Fredard, Jules, Patrice, Guiseppe Papo, Jérôme Patrice, Severino Standeley, Areissam (Frédéric Dard n'a reconnu qu'un seul texte de ce pseudo et en a réfuté cinq), Jules Antoine et Charly (l'attribution de ces deux pseudos à Frédéric Dard est tout à fait vraisemblable, mais malheureusement, les textes correspondants n'avaient pas pu lui être soumis), Freroux (pas prouvé non plus. Nous ne savons pas ce qu'il faut en penser car il y avait dans la bande des auteurs Jacquier quelqu'un qui s'appelait Roger Roux, et que Frédéric Dard appelait parfois le frère Roux), Dudley Fox (personnage du livre La mort silencieuse, signé Sydeney).
Pseudonymes réfutés par la famille de Frédéric Dard :
- Frédéric Valmain et James Carter sont les pseudonymes d'une seule et même personne : Paul Baulat de Varennes ayant publié, entre autres, au Fleuve Noir, Jean Redon[24], Virginia Lord[25].

De nombreux autres pseudonymes lui sont attribués sans avoir été reconnus par l'auteur : Fred Astor, Frederick Antony, Antonio, Norton Verne, Alex de la Clunière, Alex de la Glunière, Antonio Giulotti, Charly, Charles Daroux, Dudley Fred-Charles, F. Dacié, Quatremenon, Patrice, Frédéric Jules, Freddy Jules-Albert, Georges Antoine, Jérôme le Coupe-Papier, Joos, Jules Patrice, Léopold M. Norton, F.-R. d’Or, Patrick Svenn, Marcel G. Prêtre...

## Œuvres
Frédéric Dard a écrit officiellement deux cent quatre-vingt-huit romans, vingt pièces de théâtre et seize adaptations pour le cinéma.

## Théâtre
- 1950 : La neige était sale d'après Georges Simenon, mise en scène Raymond Rouleau, Théâtre de l'Œuvre
- 1952 : Tartempion de Frédéric Dard, Théâtre Fontaine
- 1953 : La Garce et l'ange, mise en scène Michel de Ré, Théâtre du Grand Guignol
- 1954 : Les salauds vont en enfer, mise en scène Robert Hossein, Théâtre du Grand-Guignol
- 1954 : L'Homme traqué d'après L'Homme traqué de Francis Carco, mise en scène Robert Hossein, Théâtre des Noctambules
- 1954 : Docteur Jekyll et Mister Hyde d'après L'Étrange Cas du docteur Jekyll et de M. Hyde de Robert Louis Stevenson, mise en scène Robert Hossein, Théâtre du Grand-Guignol
- 1965 : Monsieur Carnaval, livret de Frédéric Dard, musique Charles Aznavour et Mario Bua, mise en scène Maurice Lehmann, Théâtre du Châtelet
- 1968 : La Dame de Chicago, mise en scène Jacques Charon, Théâtre des Ambassadeurs
- 1978 : Le Cauchemar de Bella Manningham d'après Patrick Hamilton, mise en scène Robert Hossein, Théâtre Marigny
- 1986 : Les Brumes de Manchester, mise en scène Robert Hossein, Théâtre Marigny,
- 1991 : Baby-meurtre(1988), mise en scène Bernard Guinand, Théâtre Paul Garcin de Lyon,

## Cinéma

### Réalisateur
- 1960 : Une gueule comme la mienne (Gestapo contre X) assisté de Pierre Granier-Deferre

### Scénariste et/ ou dialoguiste
- 1955 : La Bande à papa de Guy Lefranc
- 1955 : M'sieur la Caille d'André Pergament
- 1956 : Action immédiate de Maurice Labro
- 1956 : Les salauds vont en enfer de Robert Hossein
- 1957 : L'Étrange Monsieur Steve de Raymond Bailly
- 1958 : En légitime défense d'André Berthomieu
- 1958 : La Fille de Hambourg d'Yves Allegret
- 1959 : Sursis pour un vivant de Victor Merenda
- 1959 : Le fauve est lâché de Maurice Labro
- 1959 : Les Scélérats de Robert Hossein
- 1960 : La Nuit des suspectes de Victor Merenda
- 1960 : Le bourreau attendra de José Antonio de la Loma et Robert Vernay
- 1961 : Le crime ne paie pas de Gérard Oury
- 1961 : Le Monte-charge de Marcel Bluwal
- 1961 : Les Menteurs d'Edmond T. Gréville
- 1962 : L'Accident d'Edmond T. Gréville
- 1962 : L'Empire de la nuit de Pierre Grimblat
- 1966 : Sale temps pour les mouches de Guy Lefranc
- 1968 : Béru et ces dames de Guy Lefranc
- 1977 : Emmenez-moi au Ritz de Pierre Grimblat
- 1982 : Y a-t-il un Français dans la salle ? de Jean-Pierre Mocky
- 1986 : Le Caviar rouge de Robert Hossein
- 1992 : Le Mari de Léon de Jean-Pierre Mocky

### Films d'après des romans de Frédéric Dard
- 1955 : La Bande à papa de Guy Lefranc
- 1957 : Le Dos au mur d'Édouard Molinaro
- 1958 : Toi, le venin de Robert Hossein
- 1959 : Les Scélérats de Robert Hossein
- 1960 : Préméditation d'André Berthomieu
- 1961 : Le Monte-charge de Marcel Bluwal
- 1962 : L'Accident d Edmond T. Gréville
- 1968 : Béru et ces dames de Guy Lefranc
- 1974 : La dynamite est bonne à boire d'Aldo Sambrell
- 1981 : San-Antonio ne pense qu'à ça de Joël Séria
- 1986 : Le Caviar rouge de Robert Hossein
- 1991 : La Vieille qui marchait dans la mer de Laurent Heynemann
- 1992 : Le Mari de Léon de Jean-Pierre Mocky
- 1994 : Coma de Denys Granier-Deferre
- 2003 : San-Antonio de Frédéric Auburtin

## Prix
- Grand prix de littérature policière 1957 pour Le Bourreau pleure[27]

## Événements
À l'occasion du dixième anniversaire de la mort de Frédéric Dard :
- 18 au 20 mars 2010 : colloque à la Sorbonne San-Antonio et la Culture française organisé par Françoise Rullier-Theuret.
- 26 au 30 mai 2010 : festival du Mot (La Charité-sur-Loire)
- 6 juin 2010 : festival du Chablisien San Antonio à Béru
- 6 janvier 2011 : diffusion de Docteur San-Antonio et Mister Dard de Guy Carlier et Rachel Kahn - réalisation Jean-Pierre Devilliers - sur la chaîne France 5.

## Hommages
- L'Objet-Dard est un anti-monument funéraire, constitué des 174 romans policiers signés San-Antonio, gravés en couleur « rose Bordel » dans du marbre d'Afrique du Sud. Réalisée en 2003 par l'artiste Bertrand Lavier dans le cadre de la construction de la Médiathèque de Bourgoin-Jallieu et d'un « 1 % culturel », sur une idée de Gilles Thorand, cette œuvre drôle et populaire trône au centre de la ville natale de Frédéric Dard, à côté de la Médiathèque. Inaugurée lors de la fête des Lumières en présence de la famille de l'écrivain, elle est devenue le lieu de commémoration de la disparition de l'écrivain en 2005, 2010 et 2015.
- Ami du chanteur Renaud qui s'est beaucoup rapproché de lui après la disparition tragique de Coluche, il préface son livre Mistral Gagnant[28] et Renaud cite dans sa chanson Mon bistrot préféré dans le vers : « Nous rigolons des cons avec Frédéric Dard ».
- Jean-Jacques Goldman le cite quand il dit « des spaghettis, Frédéric Dard et Johnny Winter aussi » dans sa chanson Bonne Idée[29].
- Jardin Frédéric-Dard dans le 18e arrondissement de Paris.
- Pour le centenaire de la naissance de l'auteur, la manufacture horlogère Mathey-Tissot a mis en vente une série limitée de 1 921 montres toutes numérotées et arborant la signature de San Antonio.
- L'Association des amis de San-Antonio Frédéric Dard, perpétue la mémoire de l'auteur avec une revue semestrielle et des activités en lien avec F. Dard[30].